# François Lang
Pour les articles homonymes, voir Lang.
François Lang, né le 27 février 1908 à Paris et mort en déportation en janvier 1944 à Auschwitz, est un pianiste, collectionneur et mécène français.

## Biographie
D'une famille fortunée d'industriels alsaciens, François Lang est le fils de l'homme d'affaires et mécène Alfred Lang (1872-1939) et d'Esther Cahn (1876-1924). Son arrière grand-père Emanuel Lang (1800-1876) est le fondateur de la société Les Fils d'Emanuel Lang et son grand-père Raphaël Lang (1837-1902) le commanditaire de l'hôtel Lang (Nancy). Il est également le cousin du mathématicien Serge Lang (fils de la pianiste Hélène Schlepianoff). Sa mère, issue de la famille fondatrice de la Banque Lazard, est la cousine germaine de David David-Weill, Max Lazard et René Fould, et la belle-sœur de Charles d'Heucqueville et du banquier Raymond Raphaël,.
Il débuta ses études de piano auprès de Mme Godchaux-Hullman, puis, en 1923, passa le concours d'entrée au Conservatoire de Paris en jouant le Concerto italien de Bach et fut admis dans la classe de piano de Lazare Lévy, à l'âge de quinze ans.
Devenant l'élève de José Iturbi, de Marcel Dupré et de Paul Paray, il se produit en public avec Paul Paray le 27 septembre 1927 au Casino de Vichy. Il joue également sous la direction des chefs d'orchestre Gaubert, Inghelbrecht ou bien Poulet, et donne une série de concerts en Allemagne avec l'Orchestre symphonique de Paris en 1931.
Devenu un pianiste de renom, il enchaîne les concerts en France et les tournées à l'étranger, ainsi que les grandes collaborations, jouant notamment sous la direction de Pierre Monteux.
Passionné par la collection d'objets d'art (sculptures, tableaux, etc), de partitions et de traités musicaux, il rassembla entre 1931 et 1941 une collection de 1 300 titres, manuscrits et imprimés allant du XVIe siècle au XXe siècle, en privilégiant toujours les premières éditions. Sa collection rassemblait entre autres des manuscrits musicaux et lettres autographes de Fauré, Debussy, Berlioz, Weber et Liszt, Mozart, Haydn, Bach, ou encore la partition annotée de Pelléas et Mélisande de Debussy, ainsi que des partitions d’origine des grands compositeurs baroques de la musique française comme Couperin, Lully et Rameau et de l’école romantique allemande, de Beethoven à Schubert et Schumann.
Pendant une dizaine d’années, il entretient un réseau de contacts avec des libraires et antiquaires, ainsi qu'avec la maison de ventes Sotheby's, afin de trouver de nouvelles acquisitions pour sa collection, particulièrement en France, en Angleterre et en Allemagne.

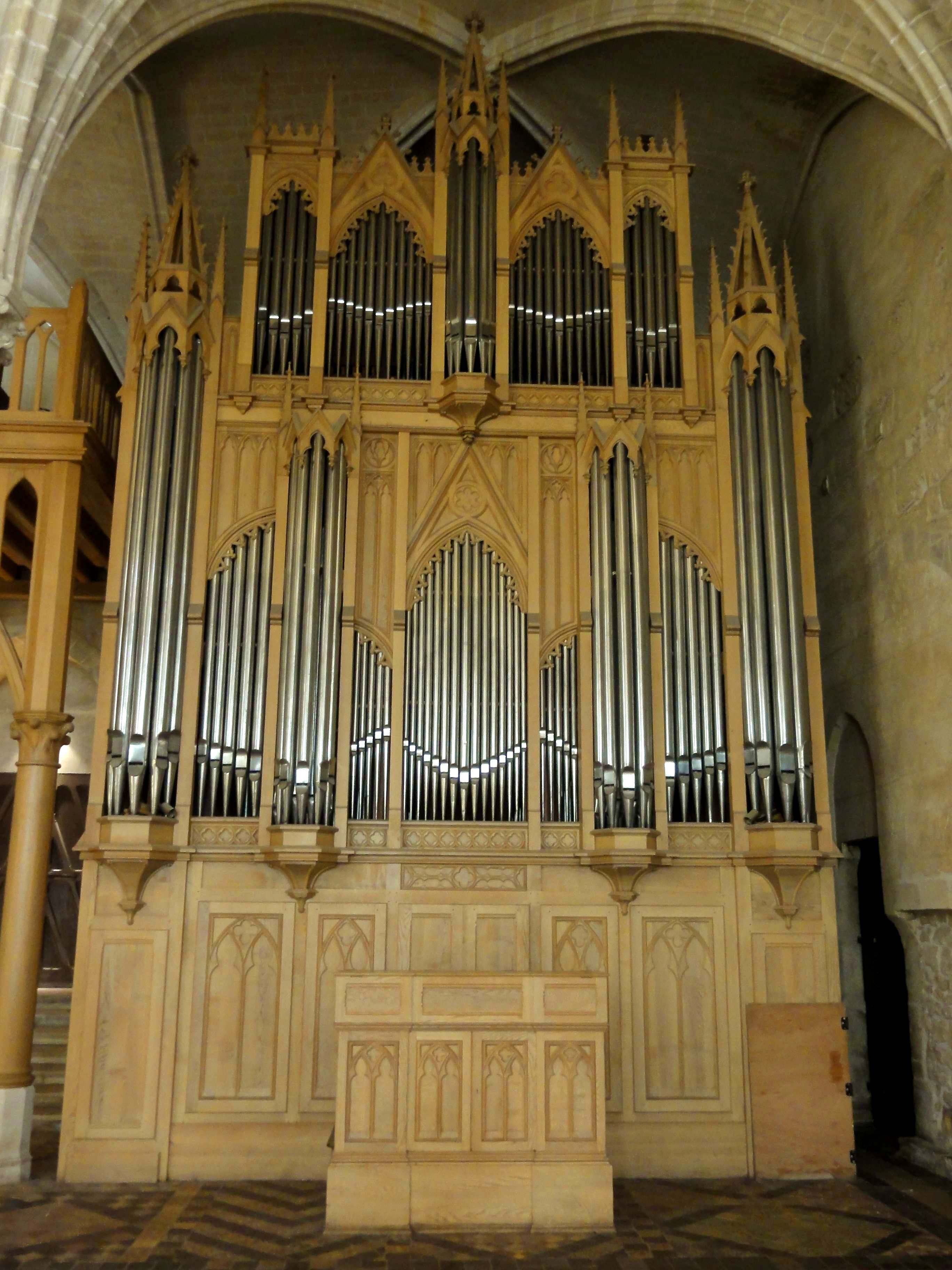
L'orgue Cavaillé-Col de l'abbaye de Royaumont.

En 1936, il contribue à l'installation de l'orgue Cavaillé-Coll 1846 à l'abbaye de Royaumont (propriété de la belle-famille de sa sœur) et à la création de la première Saison musicale de Royaumont.
Mobilisé au début de la Seconde Guerre mondiale, en 1939, il reçoit une citation et la croix de guerre pour le courage dont il fait preuve. Il s'installe dans une villa à Antibes après l'armistice, se consacrant principalement à la musique et à ses collections de partitions. Il donne des concerts dans les villes de la zone libre, en soliste ou orchestre, parfois au profit d'associations, notamment avec Ninon Vallin et Reynaldo Hahn (19 juin 1941).
Après la réquisition de sa villa en octobre 1943, il est arrêté à Nice par la Gestapo le 26 novembre 1943 et est incarcéré à Grenoble puis au camp de Drancy, malgré l'intervention d'Alfred Cortot. Lors du convoi de déportation entre Drancy et Auschwitz, il est dans le même wagon que César Chamay, Félix Dratwa, les frères Francis et Maurice Pluntz, qui font sauter les barreaux de leur wagon et s'évadent. Par peur de s'abîmer les mains, il refuse de sauter et meurt à Auschwitz en janvier 1944, à l'âge de 35 ans.
Sa bibliothèque musicale avait entretemps, pour une grande partie, été cachée et conservée par une de ses fidèles amies, la cantatrice Ninon Vallin. 
Sa collection est aujourd'hui possession de la Fondation Royaumont, fondée par sa sœur Isabel et son beau-frère Henry Goüin.

### Sources
- Bulletin du bibliophile, Association internationale de bibliophilie, Syndicat de la librairie ancienne et moderne, 1994
- Myriam Chimènes, Mécènes et musiciens : du salon au concert à Paris sous la IIIe République, 2004
- Denis Herlin, Collection musicale François Lang, 1993
- Wilhem Latchoumia, Portrait de François Lang : Debussy, Ravel, Tailleferre, 2010
- Cyril Grange, Une élite parisienne : les familles de la grande bourgeoisie juive (1870-1939): Les familles de la grande bourgeoisie juive (1870-1939), CNRS éditions, 2016